# Rudolf Edinger
Rudolf Edinger (* 22. November 1902 in Erlaa, damals noch Niederösterreich; † 4. Mai 1997 in Brunn am Gebirge, Niederösterreich) war ein österreichischer Gewichtheber der Zwischenkriegszeit.

## Leben

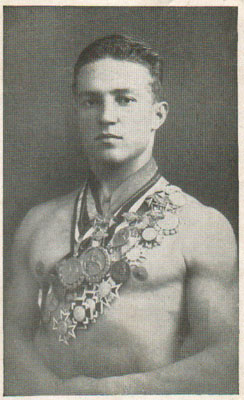
Rudolf Edinger, 1924

Geboren als Sohn eines Fleischhauers, hat er nach Absolvierung der Schule diesen Beruf ebenfalls ergriffen. Schon bald nach der Geburt hat sein Vater, der nebenbei auch Viehhändler war, ein Haus in Siebenhirten erworben (heute 1232 Wien), wo bis in die 1980er Jahre ein Fleischerbetrieb bestanden hat. Nach dem frühen Tod des Vaters führte er den Betrieb weiter und eröffnete nach familiären Differenzen 1937 in Maria Enzersdorf sein eigenes Geschäft. 1942 wurde er zur Wehrmacht eingezogen und war in Frankreich und an der Ostfront als Kraftfahrer und Sanitäter eingesetzt. Nach der Flucht aus der Gefangenschaft kehrte er nach Wien zurück und baute aus einer Bombenruine ein Wohn- und Geschäftshaus in Maria Enzersdorf, wo er seiner Profession weiter nachging. Mit 67 Jahren setzte er sich zur Ruhe, übersiedelte vorerst in die Nähe von St. Pölten, kehrte allerdings später wieder in die Nähe seiner Kinder und Kindeskinder nach Brunn am Gebirge zurück und starb dort 1997 im Alter von 94 Jahren.
Er war 1919 Mitbegründer und Stürmer des Fußballvereins SC Siebenhirten und Mitglied bei einigen Kraftsportvereinen im Süden Wiens. Als Fleischer an schwere Arbeit gewöhnt, vor allem mit dem Hantieren von gewichtigen Rinder- und Schweinehälften, lag es nahe, stemmen zu gehen. Mit einer Körpergröße von 164 cm trat er im Leichtgewicht (bis 67,5 kg) an. Trainiert wurde damals kaum, die Sportler hatten genug Rohkraft aufgrund ihrer Berufe – (oftmals Fleischer, Eisenbieger, Künettengraber usw.). Muskelaufbau mit Medikamenten, ja sogar Massagen oder Saunabesuche waren damals nicht üblich.
Wien hatte in der ersten Hälfte des 20. Jahrhunderts den Ruf als „Stadt der starken Männer“, was ein Blick auf eine Ehrentafel des Österreichischen Gewichtheber-Verbandes zeigt, wo 32 Weltmeister, vier Olympiasieger, 28 Europameister und viele weitere Medaillengewinner aufgelistet sind. 1919 trat er zum ersten Mal im Ausland bei den Deutschen Kampfspielen in Berlin an und wurde dort Dritter im Leichtgewicht.
Im Jahr 1923 bei der Weltmeisterschaft in Wien konnte er im Vierkampf 360 kg zur Hochstrecke bringen und den Titel im Leichtgewicht erringen. Der damals übliche Vierkampf bestand aus Beidarmig Reißen, Beidarmig Stoßen und den mittlerweile gestrichenen Disziplinen Einarmig und Beidarmig Drücken – ausgesprochene Kraftakte, wobei weniger Technik als reine Kraftleistung nötig war. Bei den Olympischen Spielen 1924 in Paris konnte er seine Leistung von der Weltmeisterschaft des Vorjahres nicht wiederholen. Er stellte zwar in Beidarmig Drücken mit 97,5 kg einen neuen Weltrekord im Mittelgewicht auf, in einer der drei anderen Disziplinen passierte ihm ein Totalversager (keiner der drei erlaubten Versuche war gültig), weshalb er nicht in der Wertung des olympischen Wettkampfes aufscheint. Diesen Weltrekord konnte er bei folgenden Meisterschaften bis auf 105 kg verbessern. Mehrere gewonnene Meisterschaften wie die CSR-Meisterschaft 1926 folgten.
Im Winter 1932 hatte er bei Schneeglätte einen Autounfall mit dem Lastwagen, wobei der linke Arm zertrümmert wurde. Der berühmte Chirurg Lorenz Böhler verpflanzte einen Knochenteil des Schienbeins in seinen Unterarm, womit eine Amputation vermieden werden konnte. Nach der Genesung nahm er seinen Beruf mit einiger Behinderung wieder auf und führte seinen Betrieb bis 1969 weiter.
| Personendaten    | Personendaten                                  |
| ---------------- | ---------------------------------------------- |
| NAME             | Edinger, Rudolf                                |
| KURZBESCHREIBUNG | österreichischer Gewichtheber                  |
| GEBURTSDATUM     | 22. November 1902                              |
| GEBURTSORT       | Erlaa, Niederösterreich, Österreich-Ungarn     |
| STERBEDATUM      | 4. Mai 1997                                    |
| STERBEORT        | Brunn am Gebirge, Niederösterreich, Österreich |